# BioBrick
BioBrick (バイオブリック) 標準生物学的パーツは定まった構造や機能を持つDNA配列のことである。これらは共通のインタフェースを持つように設計されており、新しい生物系を構成するために大腸菌などの生きた細胞に組み入れることができる。BioBrickパーツは合成生物学に工学原理の抽象化と標準化を取り入れるために作られた。
BioBrickパーツはマサチューセッツ工科大学のTom Knightにより紹介された。 スタンフォード大学のDrew Endy とカリフォルニア大学サンフランシスコ校のChristopher Voigtもこのプロジェクトに深く関わっている。公開された数千ものBioBrickパーツの登録はRandy Rettbergらが管理している。 大学生や大学院生が生物学的デバイスを構築して競い合う大会であるiGEMには、BioBrickパーツの普及を推進する狙いがある。
BioBrickパーツには「パーツ」「デバイス」「システム」の3種類がある。 「パーツ」はブロックを構成したり基本的な生物的機能を持つもの (例として、タンパク質をコードするもの、プロモーターを提供してRNAポリメラーゼを下流配列に結合させて転写開始させるもの)、「デバイス」は定義された機能を果たすパーツの集合体 (例として、特定の化学物質が存在する際に蛍光タンパクを生産するもの)、「システム」は高度な機能を果たすもの (例として、2つの色が周期振動するもの) である。
これまでiGEMで作製されたBioBrickシステムの例としては以下のようなものがある。
- pHに応じてヒ素を検出する大腸菌
- バナナやミントといった臭いを出す大腸菌
- 敗血症を防ぐためToll様受容体の過剰反応を防ぐ機構を付けたヒト細胞

生物学的パーツの性能を測る2つの尺度はDrew Endyらによって定義された。1つはPoPS (Polymerase per second) と呼ばれる、RNAポリメラーゼが一定のDNAの点を1秒間に通過する数、もう1つはRips (Ribosomal initiations per second) と呼ばれる、リボソームが一定のmRNAの点を1秒間に通過する数である。